# Металургійний комбінат у Гленбруці
Металургійний комбінат у Гленбруці – виробничий майданчик на півночі Нової Зеландії, дещо південніше від найбільшого міста країни Окленду. 
В основу проекту комбінату лягла ідея використання ресурсу залізовмісних (титаномагнетитових) пісків, які були виявлені в районі устя річки Ваїкато (копальня Ваїкато-Норт-Хед). Поставки залізорудного концентрату з копальні до Гленбруку організували за допомогою пульпопроводу довжиною 18 км, при цьому щорічно комбінат споживає біля 1,2 млн тонн залізорудного концентрату. Також можливо відзначити, що піски копальні Ваїкато-Норт-Хед мають підвищений вміст ванадію, що знайшло відповідне відображення у складі обладнання комбінату. 
Проект реалізували через компанію New Zealand Steel Limited. Будівельні роботи стартували в 1966-му, а першу продукцію комбінат видав у 1970 році (втім, варто відзначити, що ще в 1968-му почали випускати прокат, проте використовували імпортовані сталеві рулони). Основне обладнання майданчику становлять:
- чотири печі, в яких провадять процес прямого відновлення заліза. На відміну від більшості світових заводів прямого відновлення, майданчик у Гленбруці використовує не природний газ, а вугілля. При роботі на повній потужності він споживає 800 тисяч тонн вугілля на рік, причому тривалий час його постачали залізницею з розташованої за півсотні кілометрів південніше копальні Ротоваро. Окрім залізорудного концентрату та вугілля процес потребує вапняку (постачається з копальні Опаруре);
- дві електричні печі для переплавки продукту з вмістом заліза 80%, отриманого з установок прямого відновлення;
- установку для продукування ванадієвого шлаку, що отримує з електропечей рідкий продукт з температурою 1480 градусів. За рік можуть продукувати 12 тисяч тонн шлаку, що еквівалентне 1% світового виробництва ванадію; 
- кисневий конвертер, який переплавляє напівфабрикат, отриманий з установки вилучення ванадію;
- піч-ківш, де до сталі додають феросплави;
- слябову машину безперервного виливу заготовки;
- прокатне виробництво, що переробляє сляби.
Первісно завод експортував сталеві напівфабрикати, допоки в 1987-му не отримав зазначені вище машину безперервного виливу заготовки та прокатне виробництво.
В якийсь момент майданчик доповнили ще однією машиною безперервного виливу, яка продукує сортову заготовку. При цьому в 2015-му власник комбінату придбав металургійний завод в Окленді, куди для прокатки постачається зазначена заготовка.
Станом на початок 1980-х завод мав потужність у 300 тисяч тонн на рік, а наразі може щорічно випускати 670 тисяч тонн сталі. Він випускає не лише листовий прокат, але й труби (виробництво останніх запустили ще в 1972 році).
В 1989-му New Zealand Steel була придбана консорціумом Helenus Corporation, який сформували Fisher & Paykel, Steel & Tube, ANZ Bank та австралійська BHP Steel. Вже у 1992-му BHP довела свою частку до 81% (за іншими даними – навіть до 100%) та перейменувала New Zealand Steel на BHP New Zealand Steel. В 2002-му останню знову перейменували на New Zealand Steel, а з 2003-го BHP Steel стала відома як BlueScope Steel.
В 2020-х роках узялись за проект суттєвої модернізації, який планують завершити в 2026 році. Він передбачає заміну кисневого конвертера на електродугову сталеплавильну піч, яка буде споживати як продукт прямого відновлення заліза, так і брухт. При цьому будуть виведені з експлуатації дві установки прямого відновлення та одна піч для плавки відновленого заліза.
У складі комбінату працює власна теплова електростанція, що використовує вторинні горючі гази та тепло технологічних процесів і може покривати 60% потреб майданчику. Як допоміжне паливо ТЕС може споживати природний газ, крім того, блакитне паливо споживають печі розігріву прокатного переділу, під час розігріву ковшів для розливу заліза та сталі. Природний газ отримують через перемичку від трубопроводів Капуні – Папакура та Хантлі – Маунгатапере.